# Josef Mautner–Brixi

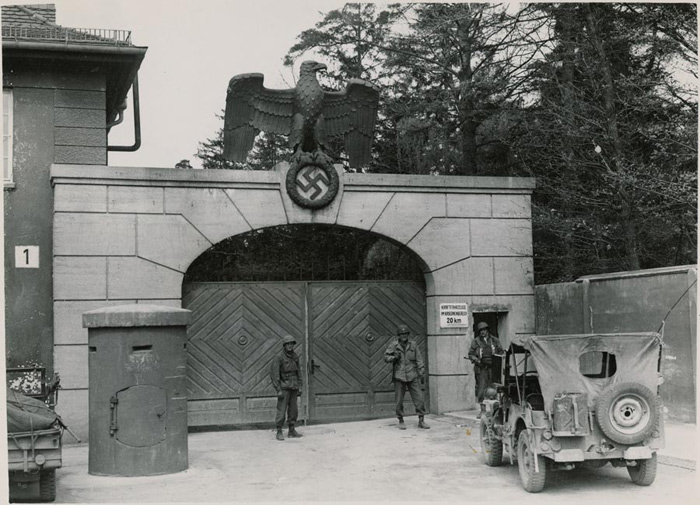
Američtí vojáci střežící hlavní vchod do koncentračního tábora Dachau těsně po osvobození v roce 1945

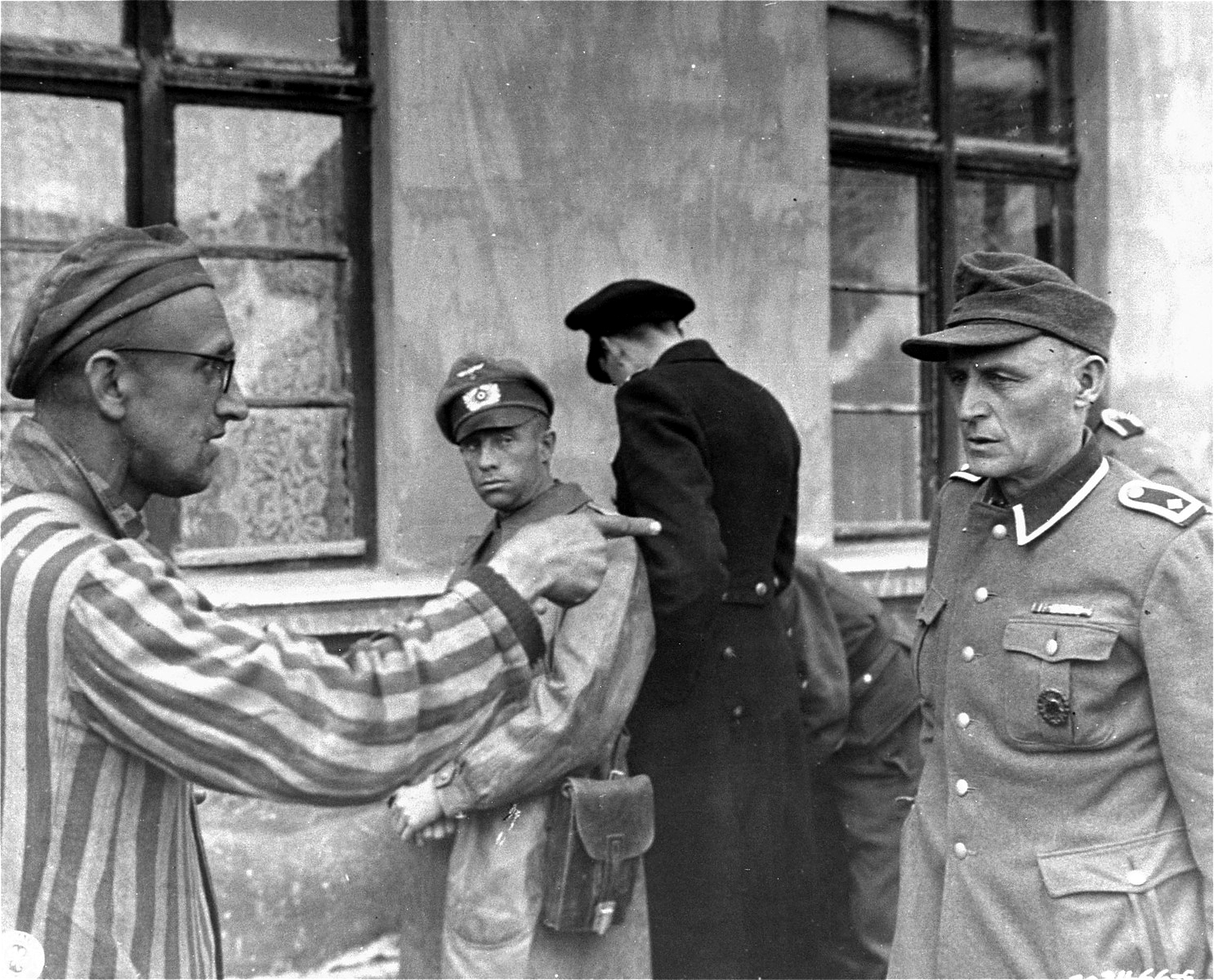
Přeživší vězeň koncentračního tábora Buchenwald identifikující bývalého strážce SS (po vstupu armády USA do tábora dne 14. dubna 1945)

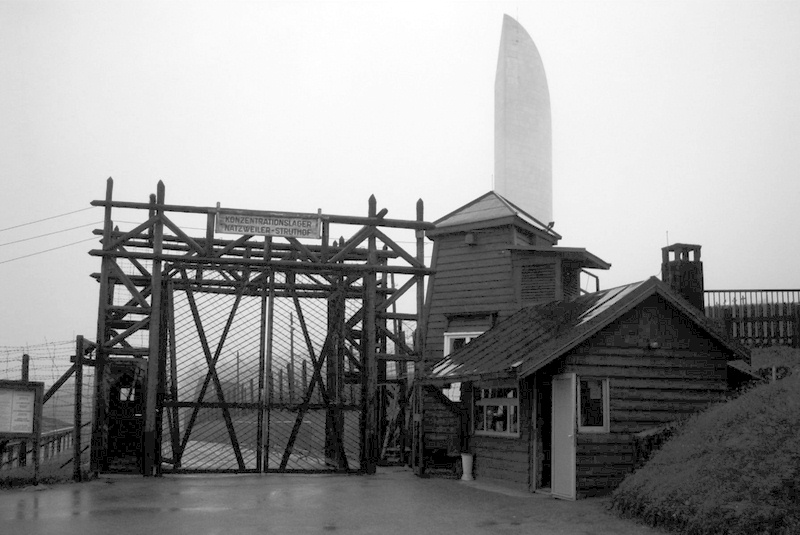
Vstupní brána do koncentračního tábora Natzweiler v Alsasku ve Francii (2006)

Znak OSN

Josef Mautner-Brixi (1899–1965) byl československý důstojník, který za druhé světové války prošel nacistickými koncentračními tábory Dachau, Buchenwald a Natzweiler. Z koncentračního tábora Natzweiler se mu podařilo 4. srpna 1942 (v ukradené uniformě SS a automobilu) uprchnout. Ve své zprávě z počátku roku 1943 popsal československé exilové vládě v Londýně podmínky, jež v těchto nacistických koncentračních táborech panovaly. Později tato jeho zpráva posloužila jako jeden z důkazů při poválečných procesech vedených s německým vedením a s dozorci těchto lágrů.

## Život
Josef Mautner–Brixi byl důstojníkem prvorepublikové československé armády, kde sloužil u tankového vojska. Dne 1. září 1939 byl zatčen gestapem, odvezen do Dachau, později převezen do Buchenwaldu a nakonec byl vězněn v alsaském Natzweileru, který se vyznačoval tvrdým zacházením s vězni, již zpočátku v lágru pracovali v kamenolomu, ale později byli využíváni k otrocké práci ve prospěch německé válečné průmyslové výroby.
Pětice vězňů odešla dne 4. srpna 1942 do „komanda Struthof“, které se nacházelo o několik set metrů níže, kde byly garáže SS. Tam se převlékli do uniforem SS, které obstaral jeden z nich, který pracoval v prádelně. Zde vsedli do auta, jež patřilo jednomu z německých důstojníků, který byl tou dobou odvelen nebo na dovolené, a takto maskováni „oficiálně“ projeli německými strážnými hlídanou hlavní branou tábora.
Dne 4. srpna 1942, byli jsme již převlečení a v garáži. Hans si navlékl již připravený dlouhý kožený kabát SS Obersturmführera Schlachtera, nasadil si jeho čepici, vzal moje brýle, sedl za volant a spustil motor. Předtím jsme vyhodili zadní sedadla. (Německý vězeň Alfons) Christmann a já ulehli jsme v zádi vozu a přes nás hodili přikrývku.
Josef Mautner–Brixi, Popis části útěku z Brixiho zprávy, 
Následující tři týdny uprchlíci cestovali, než se dostali do jižní části Francie, která nebyla okupována Němci. Německý vězeň Alfons Christmann se od skupiny oddělil, byl zatčen francouzskou policií, vydán Němcům, krutě mučen a nakonec popraven oběšením pro výstrahu na „apelplatzu“ uprostřed koncentračního tábora Natzweiler. Zbylí uprchlíci se přes Portugalsko a Irsko nakonec dostali do Velké Británie. Tento jediný známý zdařilý útěk z tohoto koncentračního tábora detailně popsal jeden z uprchlíků pan Winterberger – Francouz a Alsasan, jenž se do koncentračního tábora po druhé světové válce vrátil a působil zde jako zasvěcený průvodce.
Brixiho zpráva posloužila při přípravě poválečného buchenwaldského procesu. Ten byl řízen československým delegátem v komisi Spojených národů – pozdějším generálem Bohuslavem Ečerem. Po skončení druhé světové války se Josef Mautner–Brixi vrátil zpět do Československa.

## Publikace
- Mautner-Brixi, Josef a Plachý, Jiří, ed. Útěk z koncentračního tábora Natzweiler. Vydání první. Praha: Ústav pro studium totalitních režimů, 2017. 254 stran. ISBN 978-80-87912-91-1.[3]